# Warda Al-Jazairia
Warda Al-Jazairia (in arabo وردة الجزائرية‎?), pseudonimo di Warda Fatouki (Puteaux, 22 luglio 1939 – Il Cairo, 17 maggio 2012) è stata una cantante, musicista e attrice algerina.
Era conosciuta anche come Warda, Ouarda (in arabo وردة‎?) e La rosa algerina.

## Biografia
Nacque in Francia da padre algerino e madre libanese, ultima di cinque figli.

## Carriera musicale
Iniziò a cantare nel 1951, all'età di 11 anni, nella taverna di proprietà del padre, situata nel Quartiere latino di Parigi. Divenne nota al grande pubblico per le sue esibizioni di canzoni patriottiche algerine, incidendo il suo primo disco con l'etichetta discografica Pathé. Nel 1961 morì suo padre e l'anno successivo si sposò giovanissima con un ufficiale dell'esercito algerino; ma il marito subito le impedì di cantare tanto che dovette interrompere la sua carriera musicale. Tuttavia, nel 1972, su richiesta del presidente algerino Houari Boumédiène, cantò insieme ad un'orchestra egiziana per la cerimonia di commemorazione dell'Indipendenza dell'Algeria. Conseguenza di ciò si separò dal marito e dedicò il resto della sua vita alla musica. 
Trasferitasi in Egitto conobbe e poi sposò il compositore locale Baligh Hamdi. 
Durante la sua carriera musicale ha inciso 11 album, 1 compilation e cantato 59 brani.

## Carriera cinematografica e televisiva
Oltre che alla musica, fu molto attiva anche come attrice. Recitò in diverse produzioni cinematografiche e televisive di successo, parallelamente allo sviluppo della sua carriera musicale, fino agli inizi degli anni novanta per poi ritornare in televisione nel 2006 con il suo ultimo film.

## Morte
Warda Al-Jazairia è morta il 17 maggio 2012 a Il Cairo (Egitto) a causa di un arresto cardiaco. Aveva 72 anni. 
Il suo corpo è stato trasportato in Algeria, dove dopo il funerale di stato, è stato sepolto all'El Alia Cemetery di Algeri.

## Discografia

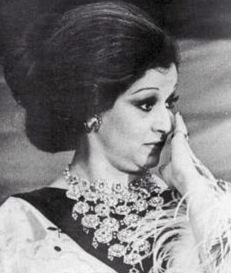
Warda Al-Jazairia

## Discografia[1]

### Album
- El Oyoun El Soud
- Nagham El Hawa
- Warda El Djazairia Bassma وردة جزائرية بسمة
- Khleek Hena
- Wahachetouni
- Nar El Ghyera
- Warda Ana El Awane وردة أنا الأوان
- Ah Ya Liel Ya Zamn
- Moageza
- Alaaini
- Lazim Neftrek

## Filmografia

### Cinema
- 1962 - Almaz wa Abdou Alhamoli (ألمظ وعبده الحامولي) con Adel Mamoun
- 1963 - Amirat Al Arab (أميرة العرب)
- 1973 - Sout Al Hob (La Voix de l'amour) con Hassan Yousef
- 1974 - Hekayti maa al-Zaman (حكايتي مع الزمان) con Rushdie Abaza
- 1977 - Ah ya leil ya zaman
- 1993 - Lih Ya Donia

### Televisione
- 1979 - Awraq el Ward (أوراق الورد, Pétales de roses) con Omar al-Hariri
- 2006 - Han al Awan (آن الأوان, Le Temps est venu) de Youssef Maati, realizzato per Ahmad Sakr